# Honda Beat
El Honda Beat es un Kei car de carrocería roadster biplaza, con motor central y tracción trasera producido a partir de mayo de 1991 hasta febrero de 1996. El Beat fue el último coche aprobado por Soichiro Honda antes de morir en 1991. El número total de vehículos producidos fue de alrededor de 33.600. La mayor parte de la producción (en torno a dos tercios) se produjeron el primer año y luego la producción y las ventas cayeron drásticamente. El diseño del coche se dejó en manos del diseñador italiano Pininfarina, quien luego vendió el plan de diseño de Honda. El Beat fue uno de los muchos coches diseñados para aprovechar la clase Kei car de Japón.
Había dos modelos principales del Beat: El PP1-100 y el PP1-110 y un par de versiones de edición limitada. Las variaciones sobre el primer modelo eran solo cambios estéticos. Solo el segundo modelo tenía diferencias mecánicas reales. Todos los modelos contaban con frenos de disco en las cuatro ruedas y suspensión Mc Pherson independiente en. Todos los coches se ofrecían con la opción airbag en el lado del conductor. El coche se vendió exclusivamente en Japón en los puntos de venta de concesionarios Honda Primo.
Siguiendo la tendendia de Honda, el motor del Beat no utilizó un turbo o supercargador. La cilindrada era de 656 cc modificado con sistema MTREC (Multi Throttle Responsive Engine Control), con cuerpos de mariposa individuales para cada uno de los tres cilindros, para producir 64 CV a 8.100 rpm con una velocidad máxima limitada electrónicamente de 135 km/h (84 mph). Solo estaba disponible con transmisión manual. El diseño del MTREC se utilizó después en el Kei car Honda Today en 1993.
El Beat fue parte de una ola de coches deportivos de tamaño Kei car a principios de la década de 1990. Entre sus competidores se incluyen el Suzuki Cappuccino y Mazda Autozam AZ- 1. Una década más tarde llegó el Smart Roadster, mientras que en Japón no volvería a ver un nuevo modelo del género hasta el Daihatsu Copen. En la actualidad Honda ha presentado el sucesor del Beat, el Honda S660 presentado en 2013.
El 9 de mayo de 2010, se organizó un desfile en el circuito Twin Ring Motegi como parte de una reunión anual propietarios de Honda Beat. Se reunieron un total de 569 Beats en el desfile que está certificado por Guinness World Records como el desfile más grande de automóviles Honda. El registro se muestra en el libro en 2011.

## Versiones
- Equipamiento de serie:
  - Aire acondicionado, elevalunas eléctrico, cinturón de 3 puntos de seguridad, parasol, estabilizadora delantera, luna delantera laminada, lunas laterales de vidrio templado, faros halógenos, capota, Llantas de acero.

- Modelos:
  - 1992/02: Beat Version F. Color Aztec Green Pearl y llantas de aleación
  - 1992/05: Beat Version C. Color Captiva Blue Pearl y llantas de aleación
  - 1993/05: Beat Version Z. Color Blade Silver Metallic o Evergrade Green Metallic, tres relojes negros, guardabarros, un alerón trasero, embellecedor de tubo de escape y llantas de aleación.

## Sucesor
En abril de 2009, Best Car informó que Honda estaba pensando en el sucesor del Beat. Sería un coche de motor delantero que usaría la plataforma y el motor de 660cc del Honda Life y Honda Zest. El Beat FWD se consideró un rumor hasta que Honda presentó una patente que sugiere que el sucesor del Beat podría ser un motor central y posteriormente se dio a conocer el Honda S660.

## Apariciones en medios
El coche ha sido presentado en el popular programa de la televisión británica Top Gear junto con el Daihatsu Mira y el Mitsubishi Minica donde fue elogiado por Jeremy Clarkson.
El coche también apareció en videojuegos como Gran Turismo 2 (con preparación Mugen), Gran Turismo PSP, Gran Turismo 4 y Gran Turismo 5 entre otros.